# Buchères
Cet article possède des paronymes, voir Buchère et Bucherer.
Buchères est une commune française située dans le département de l'Aube, en région Grand Est.

## Géographie
|                         | Bréviandes |                |
| Saint-Léger-près-Troyes | Buchères   | Verrières      |
|                         | Moussey    | Saint-Thibault |

Le territoire est arrosé par l'Hozain, traversé par la D 44, la D 671 et l'autoroute A5 (France) ainsi que par la voie de chemin  de fer.

### Topographie
Au cadastre de 1828, sont cités : les Bordes, le Champ-Rond, les Charmes, Courgerenne, la Fontaine-Merlin, Maison-Blanche et Villetard.
Buxerie, est cité dans un cartulaire de l'abbaye Saint-Loup de Troyes, en 1164.

### Voies de communication et transports
Depuis janvier 2011, la commune dispose d'une ligne de bus qui la traverse. Elle appartient au réseau de la TCAT, avec une amplitude d'environ trente minutes.

### Hydrographie
La commune est dans la région hydrographique « la Seine de sa source au confluent de l'Oise (exclu) » au sein du bassin Seine-Normandie. Elle est drainée par la Seine, l'Hozain, un bras de la Seine, le canal 01 du Château de Villebertin, le cours d'eau 01 de la Planche, le Roset et divers autres petits cours d'eau,.
La Seine, un fleuve long de 775 km, coule dans le Bassin parisien et notamment dans le département de l’Aube en le traversant du sud-est au nord-ouest. Elle longe la commune sur son flanc est.
L'Hozain, d'une longueur de 25 km, prend sa source dans la commune de Lantages et se jette  dans la Seine à Bréviandes, après avoir traversé douze communes. 

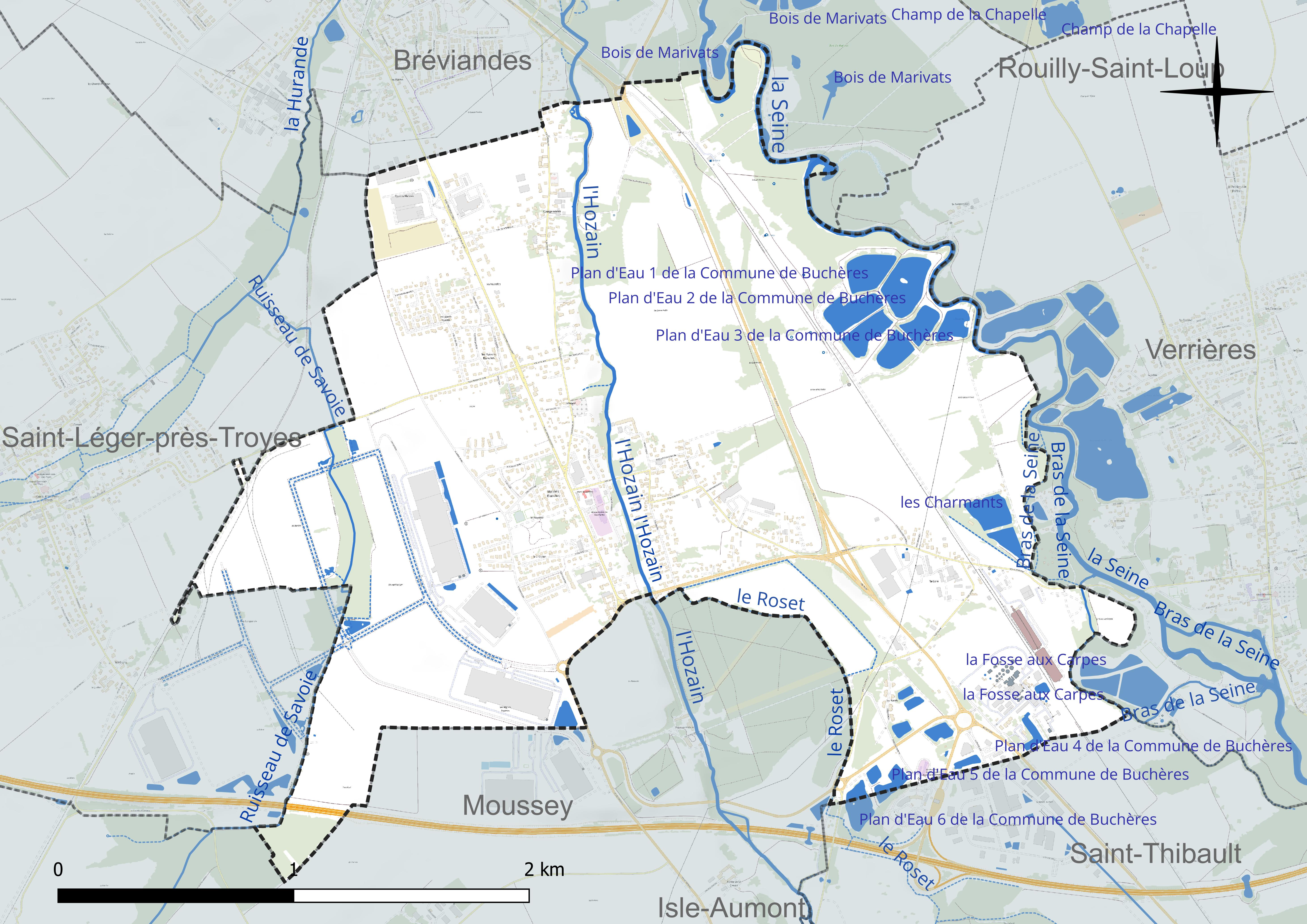
Réseau hydrographique de Buchères.

Sept plans d'eau complètent le réseau hydrographique : le plan d'eau 1 de la commune de Buchères (2,5 ha), le plan d'eau 2 de la commune de Buchères (10,8 ha), le plan d'eau 3 de la commune de Buchères (1,3 ha), le plan d'eau 4 de la commune de Buchères (0,6 ha), le plan d'eau 5 de la commune de Buchères, d'une superficie totale de 1 ha (0,8 ha sur la commune), le plan d'eau 6 de la commune de Buchères, d'une superficie totale de 1,7 ha (0,5 ha sur la commune) et les Charmants (3 ha),.

### Climat
Pour des articles plus généraux, voir Climat du Grand Est et Climat de l'Aube.
En 2010, le climat de la commune est de type climat océanique dégradé des plaines du Centre et du Nord, selon une étude du Centre national de la recherche scientifique s'appuyant sur une série de données couvrant la période 1971-2000. En 2020, Météo-France publie une typologie des climats de la France métropolitaine dans laquelle la commune est exposée à un climat océanique altéré et est dans la région climatique  Lorraine, plateau de Langres, Morvan, caractérisée par un hiver rude (1,5 °C), des vents modérés et des brouillards fréquents en automne et hiver. 
Pour la période 1971-2000, la température annuelle moyenne est de 10,6 °C, avec une amplitude thermique annuelle de 15,8 °C. Le cumul annuel moyen de précipitations est de 713 mm, avec 11,6 jours de précipitations en janvier et 7,7 jours en juillet. Pour la période 1991-2020, la température moyenne annuelle observée sur la station météorologique de Météo-France la plus proche, « Saint-Pouange », sur la commune de Saint-Pouange à 5 km à vol d'oiseau, est de 11,5 °C et le cumul annuel moyen de précipitations est de 707,5 mm. 
La température maximale relevée sur cette station est de 42,2 °C, atteinte le 24 juillet 2019 ; la température minimale est de −21 °C, atteinte le 9 janvier 1985,,. 
Les paramètres climatiques de la commune ont été estimés pour le milieu du siècle (2041-2070) selon différents scénarios d'émission de gaz à effet de serre à partir des nouvelles projections climatiques de référence DRIAS-2020. Ils sont consultables sur un site dédié publié par Météo-France en novembre 2022.

## Urbanisme

### Typologie
Au 1er janvier 2024, Buchères est catégorisée ceinture urbaine, selon la nouvelle grille communale de densité à 7 niveaux définie par l'Insee en 2022.
Elle appartient à l'unité urbaine de Troyes, une agglomération intra-départementale dont elle est une commune de la banlieue,. Par ailleurs la commune fait partie de l'aire d'attraction de Troyes, dont elle est une commune de la couronne,. Cette aire, qui regroupe 209 communes, est catégorisée dans les aires de 200 000 à moins de 700 000 habitants,.

### Occupation des sols
L'occupation des sols de la commune, telle qu'elle ressort de la base de données européenne d’occupation biophysique des sols Corine Land Cover (CLC), est marquée par l'importance des territoires agricoles (47,8 % en 2018), en diminution par rapport à 1990 (71,5 %). La répartition détaillée en 2018 est la suivante : 
terres arables (37,8 %), zones urbanisées (21,8 %), zones industrielles ou commerciales et réseaux de communication (21,2 %), forêts (6,4 %), zones agricoles hétérogènes (5,5 %), prairies (4,6 %), eaux continentales (2,7 %). L'évolution de l’occupation des sols de la commune et de ses infrastructures peut être observée sur les différentes représentations cartographiques du territoire : la carte de Cassini (XVIIIe siècle), la carte d'état-major (1820-1866) et les cartes ou photos aériennes de l'IGN pour la période actuelle (1950 à aujourd'hui).

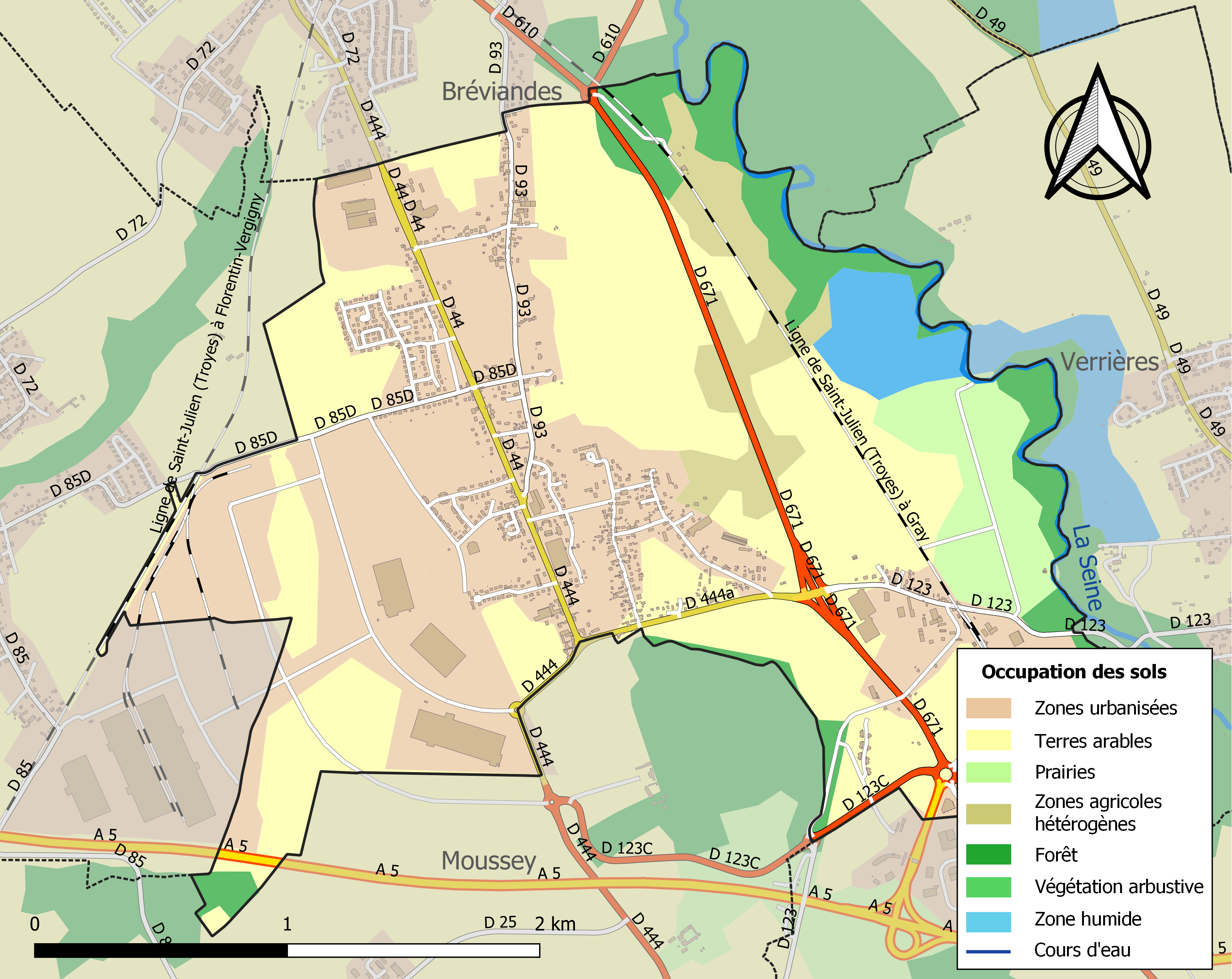
Carte des infrastructures et de l'occupation des sols de la commune en 2018 (CLC).

## Histoire
La commune a connu des populations depuis le Néolithique avec en particulier une fosse d'inhumation d'une trentaine d'individus au Parc logistique de l'Aube. Sur la route romaine de Troyes à Vertault, a été mise au jour une tombelle celtique. Buchères était au comte de Champagne qui en 1275 levait une mine d'avoine sur ceux qui n'étaient pas son homme et un quarteron d'avoine sur ceux qui l'étaient. Le dernier seigneur connu est Louis-Marie Noel, capitaine au régiment des gardes de Lorraine.

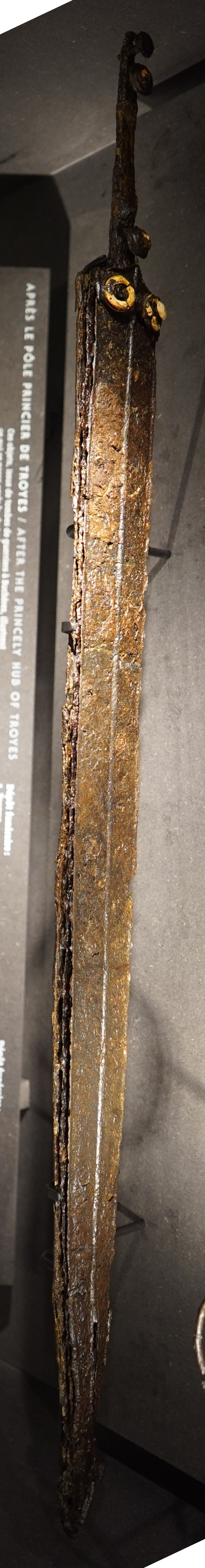
Épée
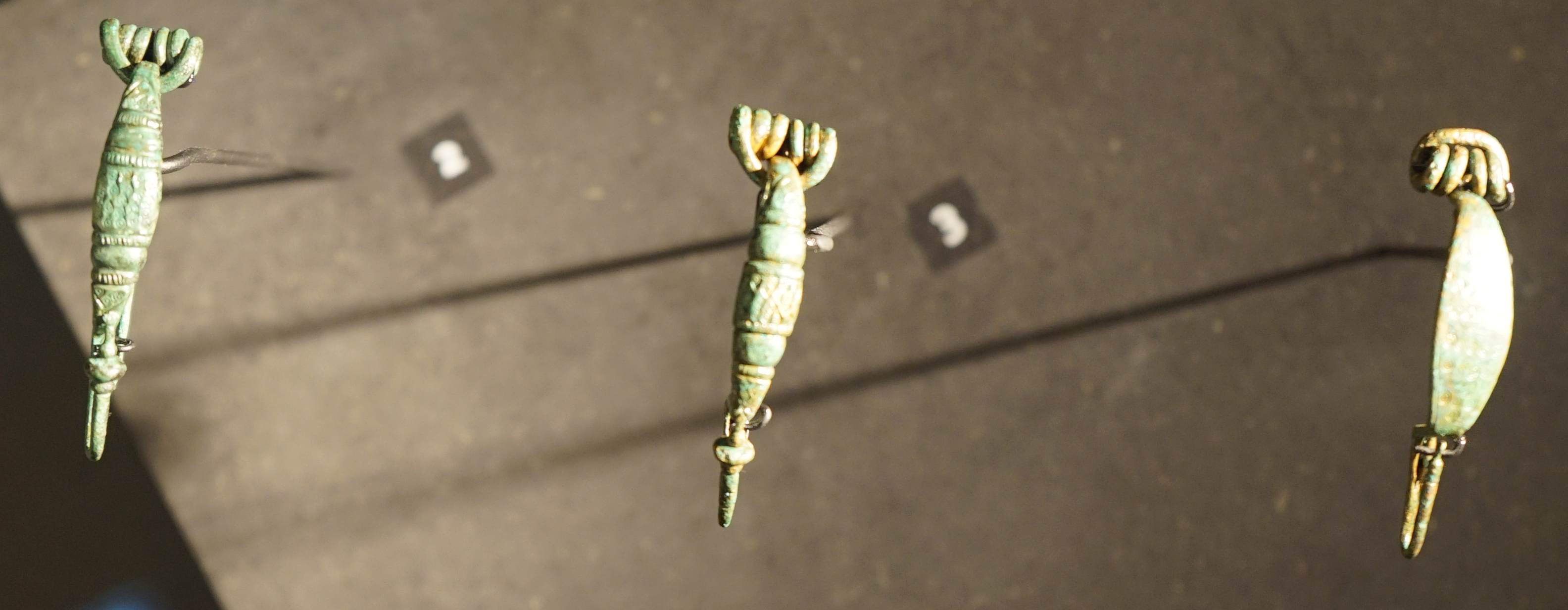
celte et son fourreau, la Tène, fibules,
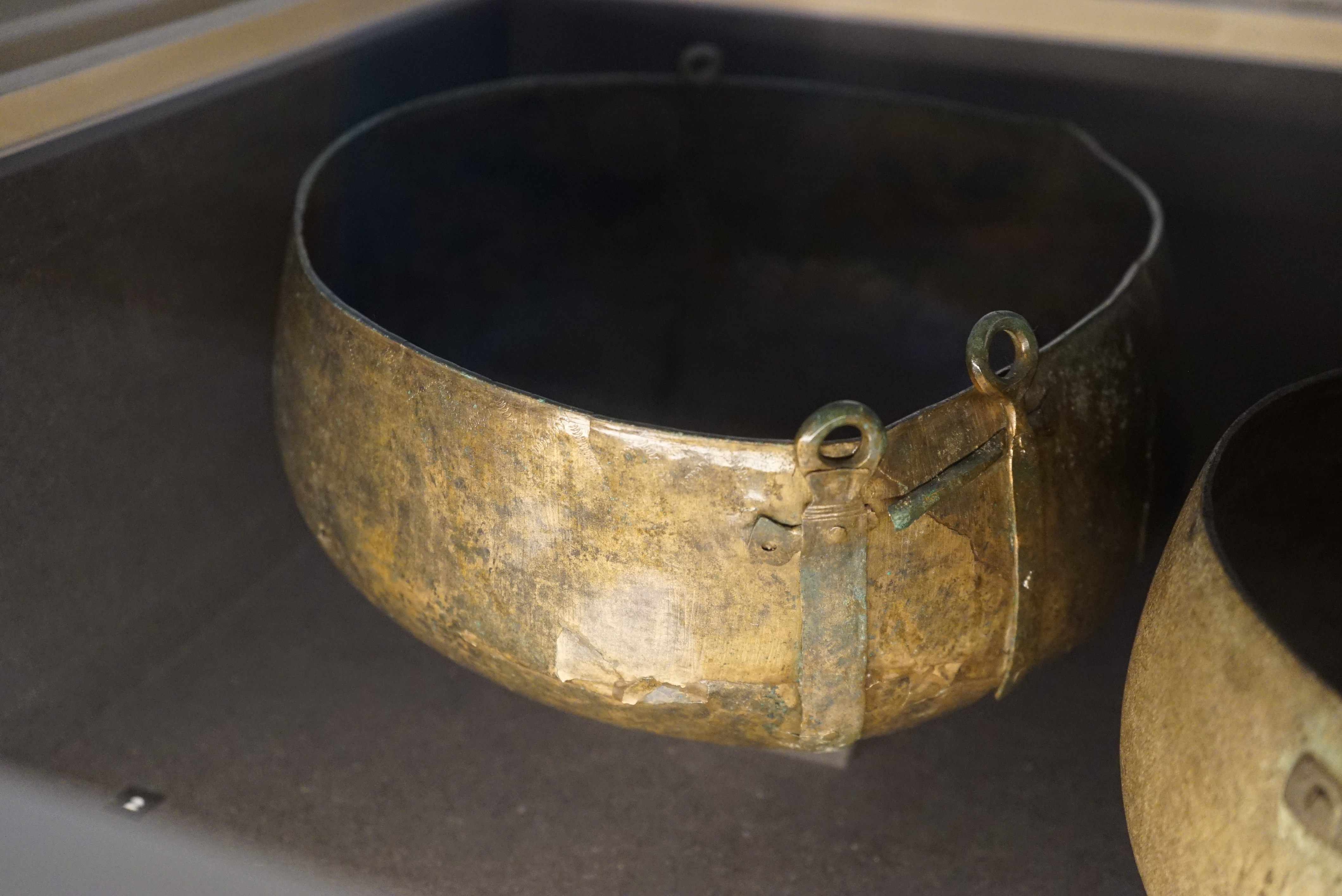
chaudron,
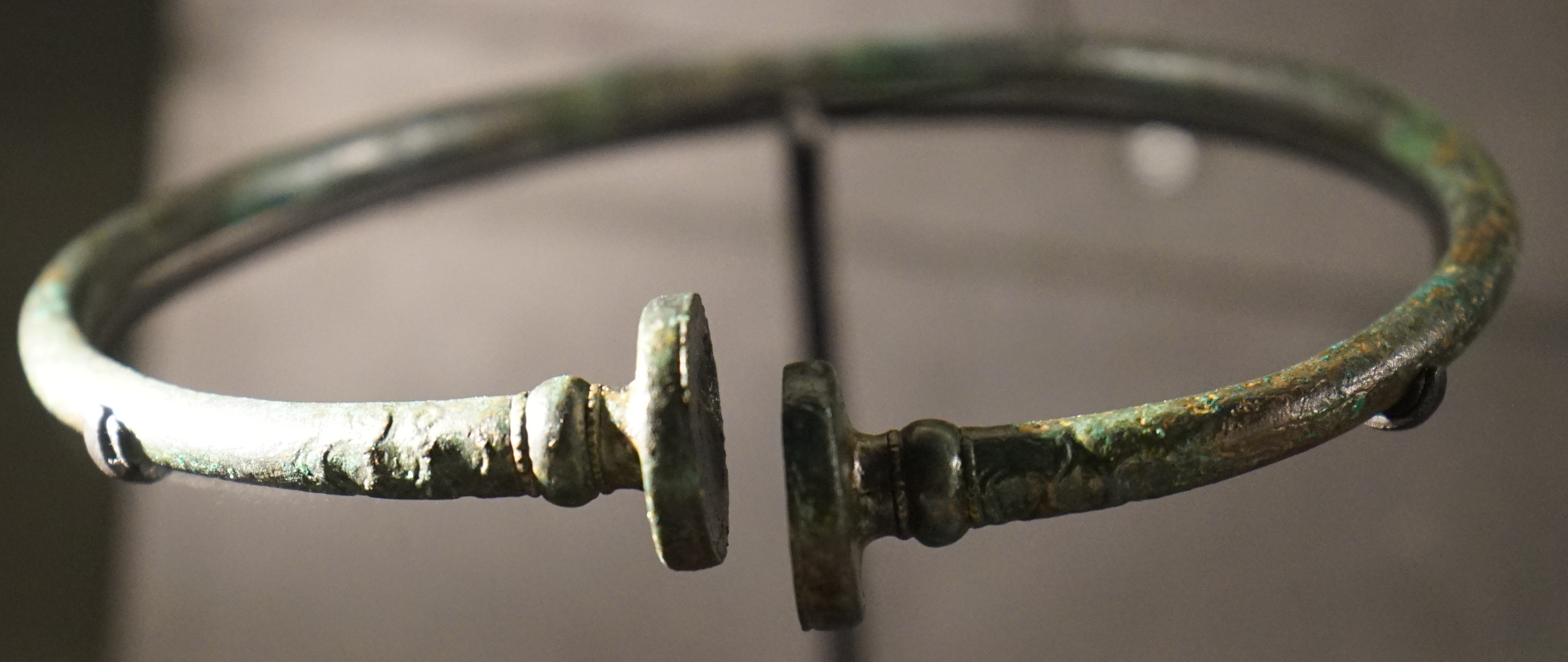
torque, exposition ArkéAube.

En 1789, le village était de l'intendance et de la généralité de Châlons, de l'élection et du bailliage de Troyes, mais pour sa justice il relevait d'Aumont.

### Château
L'ancien château qui se situait près de l'église a été détruit lors de la Révolution française. Il y avait aussi celui qui est actuellement une ferme et qui donne encore une idée de la maison forte qui fut vendue en 1829 par la famille des Réaulx à M. Costel.

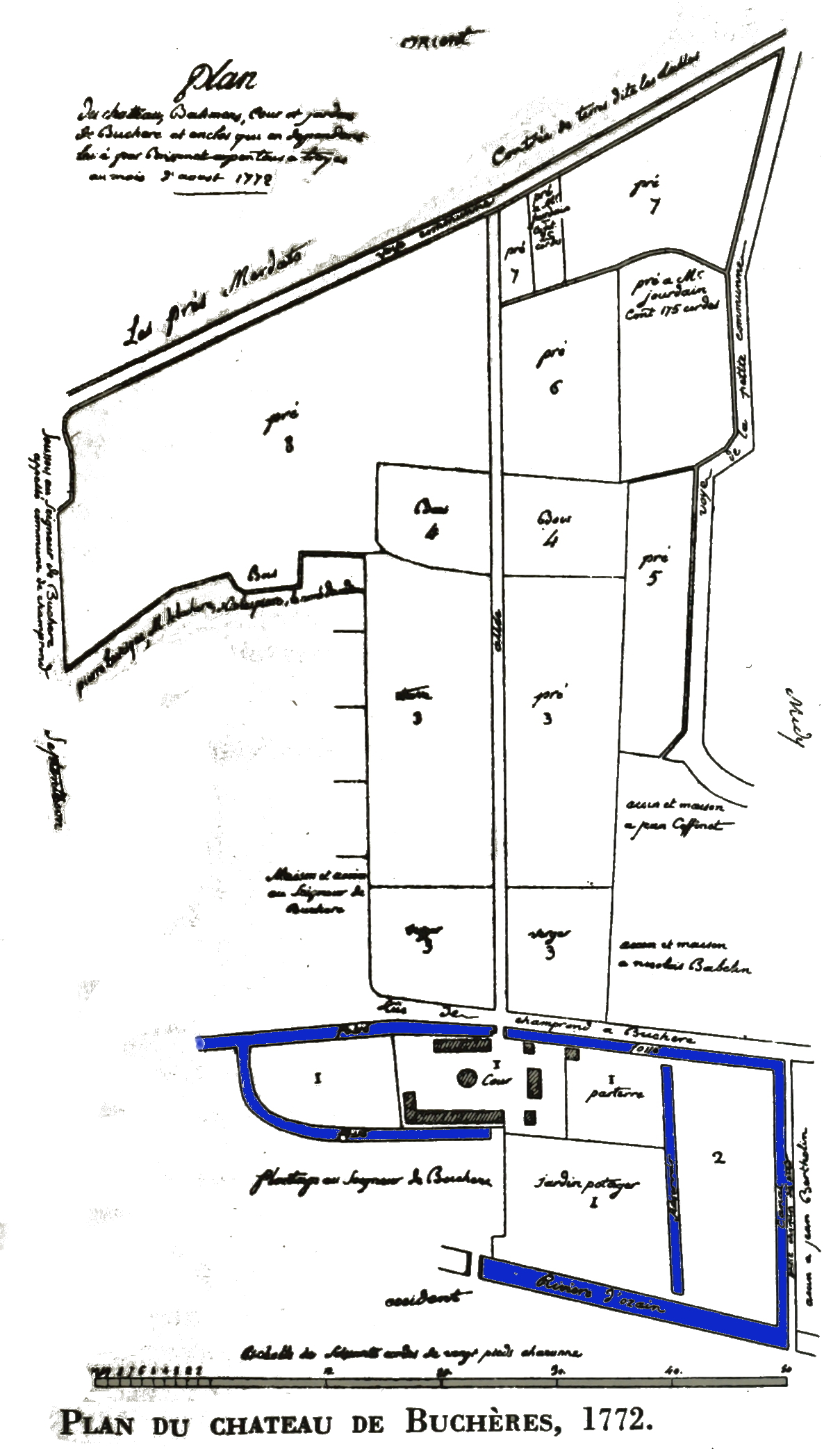
Plan du château et de ses alentours.

### Villetard
Hameau qui fut une seigneurie dépendant de Saint-Phal et de Villebertin. La partie de Saint-Phal s'étendait sur le finage de Moussey si la seigneurie de Villetard semble unie en 1249 sous André de Saint-Phal écuyer et vassal du comte de Champagne, par la suite elle semble divisée. La chapelle de Villetard se trouve décrite plus bas.

### Empire
En 1814, lors de la Campagne de France au lieu-dit Maisons-Blanches eut lieu une bataille entre les troupes de Napoléon et l'Armée de Bohême. Le territoire était occupé par les campements des soldats en marche pour affronter l’armée ennemie. Napoléon aurait lui-même tendu un piège à Maisons Blanches faisant se ruer 20 000 cavaliers ennemis sur le hameau
L' avant-garde autrichienne des divisions Bianchi et Lichteinstein, déboucha sur la route de Bar-sur-Seine, et força le poste des Maisons-Blanches : Napoléon y envoya la division Michel. (Le 3 février 1814, aux Maisons-Blanches, Claude Étienne Michel chasse l'avant-garde commandée par le prince de Lichtenstein. Le lendemain, soutenu par les dragons du général Briche, il surprend les alliés à Saint-Thibault et malgré les forces supérieures dont ils disposent, les repousse jusqu'à Saint-Parres-lès-Vaudes)

### Seconde Guerre mondiale

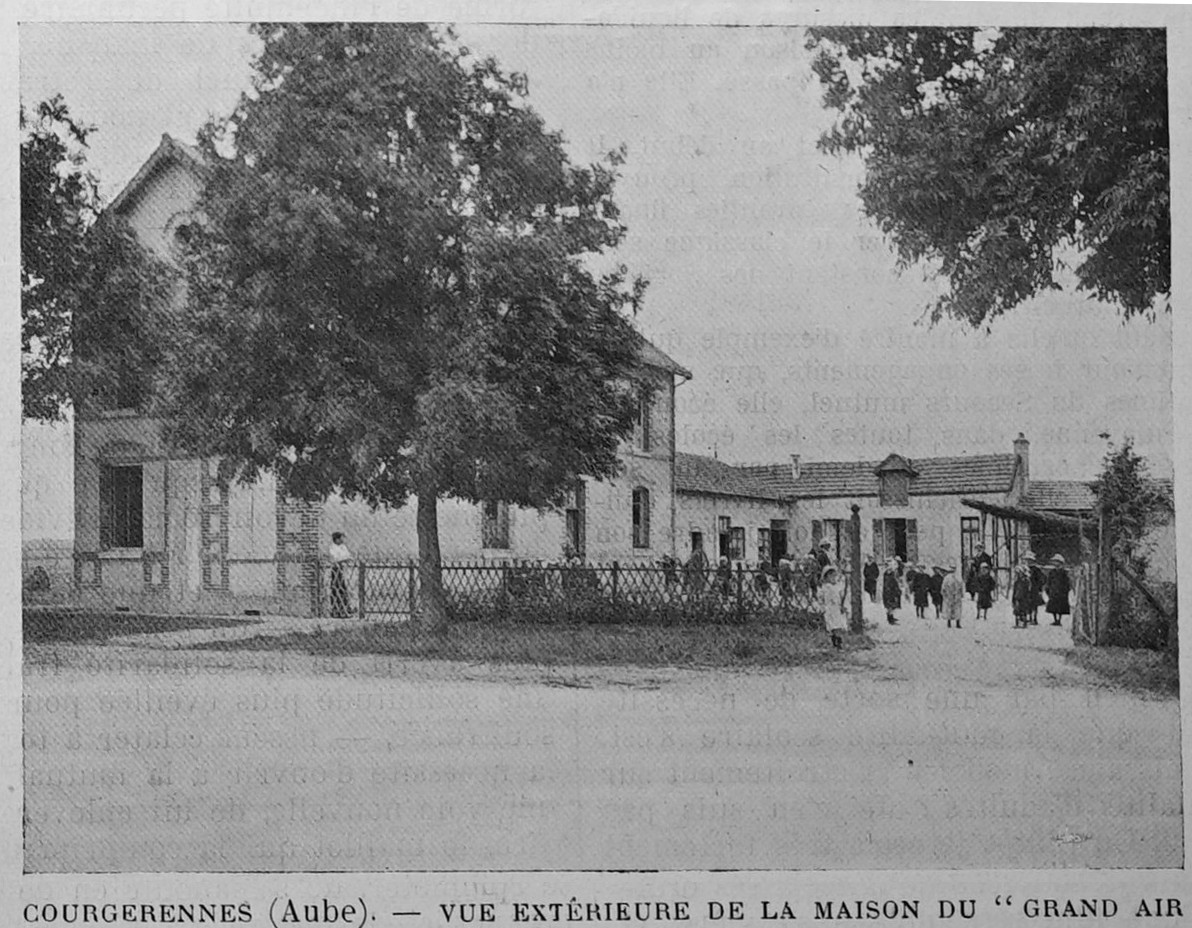
Colonie scolaire à Courgerennes au début du XXe siècle.

Le 24 août 1944, à la suite de la destruction la veille d'un side-car allemand par des FFI qui avaient installé un barrage pour couper la retraite des troupes allemandes, des hommes de 51e brigade SS de Panzergrenadiers du lieutenant Gelling ripostent en nombre, détruisent le village puis massacrent 68 personnes dont 10 enfants de moins de 10 ans, 5 personnes de plus de 70 ans, 35 femmes et des bébés de 18, 11, et 6 mois en représailles,. Un mémorial est érigé sur la commune près de la route de Troyes, au lieu-dit Maisons Blanches. Il se présente sous la forme d’une lanterne des morts.
Le commandant de la 708è division d'infanterie, le général de division Edgar Arndt, eut le malheur d'être fait prisonnier par un détachement FFI du colonel « Montcalm » (Émile Alagiraude) Il est capturé le 24 août 1944 ainsi que deux de ses camarades, Hauptmann Wilhelm Schöps et Oberleutnant Arthur Jordan Ils sont exécutés le 27 août 1944 au château de Crogny. Cette exécution survient en représailles du massacre de Buchères perpétré par la 51e brigade de Panzergrenadiers SS.

## Politique et administration

### Administration municipale
| Période                                  | Période  | Identité         | Étiquette   | Qualité                                                                     |
| ---------------------------------------- | -------- | ---------------- | ----------- | --------------------------------------------------------------------------- |
| avant 1995                               | ?        | Roland Thépenier | DVD         |                                                                             |
| mars 2001                                | 2018     | Daniel Lebeau    | PS puis PRG | Retraité Conseiller général du canton de Bouilly (2004-2011) démissionnaire |
| avril 2018                               | En cours | Philippe Gundall |             |                                                                             |
| Les données manquantes sont à compléter. |          |                  |             |                                                                             |

### Intercommunalité
La commune fait partie de la communauté d'agglomération Troyes Champagne Métropole.

## Population et société

### Démographie
L'évolution du nombre d'habitants est connue à travers les recensements de la population effectués dans la commune depuis 1793. Pour les communes de moins de 10 000 habitants, une enquête de recensement portant sur toute la population est réalisée tous les cinq ans, les populations de référence des années intermédiaires étant quant à elles estimées par interpolation ou extrapolation. Pour la commune, le premier recensement exhaustif entrant dans le cadre du nouveau dispositif a été réalisé en 2005.

En 2022, la commune comptait 1 959 habitants, en évolution de +22,06 % par rapport à 2016 (Aube : +0,7 %, France hors Mayotte : +2,11 %).
| 1793 | 1800 | 1806 | 1821 | 1831 | 1836 | 1841 | 1846 | 1851 |
| ---- | ---- | ---- | ---- | ---- | ---- | ---- | ---- | ---- |
| 277  | 408  | 421  | 446  | 556  | 570  | 618  | 634  | 653  |

| 1856 | 1861 | 1866 | 1872 | 1876 | 1881 | 1886 | 1891 | 1896 |
| ---- | ---- | ---- | ---- | ---- | ---- | ---- | ---- | ---- |
| 580  | 552  | 555  | 508  | 497  | 490  | 475  | 426  | 434  |

| 1901 | 1906 | 1911 | 1921 | 1926 | 1931 | 1936 | 1946 | 1954 |
| ---- | ---- | ---- | ---- | ---- | ---- | ---- | ---- | ---- |
| 429  | 458  | 422  | 435  | 485  | 533  | 514  | 483  | 531  |

| 1962 | 1968 | 1975  | 1982  | 1990  | 1999  | 2005  | 2006  | 2010  |
| ---- | ---- | ----- | ----- | ----- | ----- | ----- | ----- | ----- |
| 602  | 727  | 1 072 | 1 314 | 1 328 | 1 345 | 1 394 | 1 394 | 1 395 |

| 2015  | 2020  | 2022  | - | - | - | - | - | - |
| ----- | ----- | ----- | - | - | - | - | - | - |
| 1 581 | 1 889 | 1 959 | - | - | - | - | - | - |

### Pyramide des âges
En 2021, le taux de personnes d'un âge inférieur à 30 ans s'élève à 33,1 %, soit en dessous de la moyenne départementale (35,0 %). De même, le taux de personnes d'âge supérieur à 60 ans est de 27,8 % la même année, alors qu'il est de 28,2 % au niveau départemental.
En 2021, la commune comptait 905 hommes pour 990 femmes, soit un taux de 52,24 % de femmes, légèrement supérieur au taux départemental (51,30 %).
Les pyramides des âges de la commune et du département s'établissent comme suit :
| Hommes | Classe d’âge | Femmes |
| ------ | ------------ | ------ |
| 0,9    | 90 ou +      | 1,2    |
| 7,7    | 75-89 ans    | 7,9    |
| 17,9   | 60-74 ans    | 19,8   |
| 21,2   | 45-59 ans    | 20,6   |
| 18,2   | 30-44 ans    | 18,3   |
| 14,4   | 15-29 ans    | 13,1   |
| 19,7   | 0-14 ans     | 19,1   |

| Hommes | Classe d’âge | Femmes |
| ------ | ------------ | ------ |
| 0,8    | 90 ou +      | 2,1    |
| 7,4    | 75-89 ans    | 10,2   |
| 17,4   | 60-74 ans    | 18,4   |
| 19,4   | 45-59 ans    | 19     |
| 17,8   | 30-44 ans    | 17,3   |
| 18,3   | 15-29 ans    | 15,9   |
| 19     | 0-14 ans     | 17,1   |

## Culture et patrimoine

### Lieux et monuments
- L'église paroissiale se situe à Villetard sous le vocable de Notre-Dame a été bâtie de 1850 à 53. Elle remplace une ancienne chapelle connue dès le XIIIe siècle était à la collation du chapitre Saint-Pierre de Troyes et était une dépendance de Verrières. Elle possède[26]  du mobilier  qui est du XVIe siècle.
- Le mémorial des Martyrs du 24 août 1944 s'élève au lieu-dit Maisons Blanches. Il se présente sous la forme d'une lanterne des morts[27] une statue de Marie à l'Enfant[28] en calcaire recouvert de badigeon et dorures, un retable figurant l'Adoration des Mages et la Fuite en Égypte[29] ; une plaque de fondation du donateur Julien de Sauvés de 1683[30] qui provient de la chapelle de Courgerenne.

#### Courgerennes
C'était un fief qui formait une communauté d'habitants, du bailliage ducal d'Aumont qui fut érigé en commune de 1790 à l'an III. Le seigneur du lieu, Jean de Vaucemain déclarait une maison forte à Courgerennes entourée de fossés et un moulin. Les premiers seigneurs attestés furent les Courgerennes et les Putemonois au XIIe siècle ; les derniers furent Louis-Marie, marquis de Mesgrigny, pour partie et Auguste Simon de Noel, dit de Courgerennes. La chapelle se trouvant à Courgerennes et sous le vocable de la Nativité-de-la Sainte-Vierge et à la présentation du seigneur et comme succursale de Saint-Léger-près-Troyes. Elle est du XIIe siècle et fut remaniée au XVIe siècle, elle possède des fonts baptismaux du Moyen Âge ; les carreaux de pavement qui composaient le sol de la sacristie.

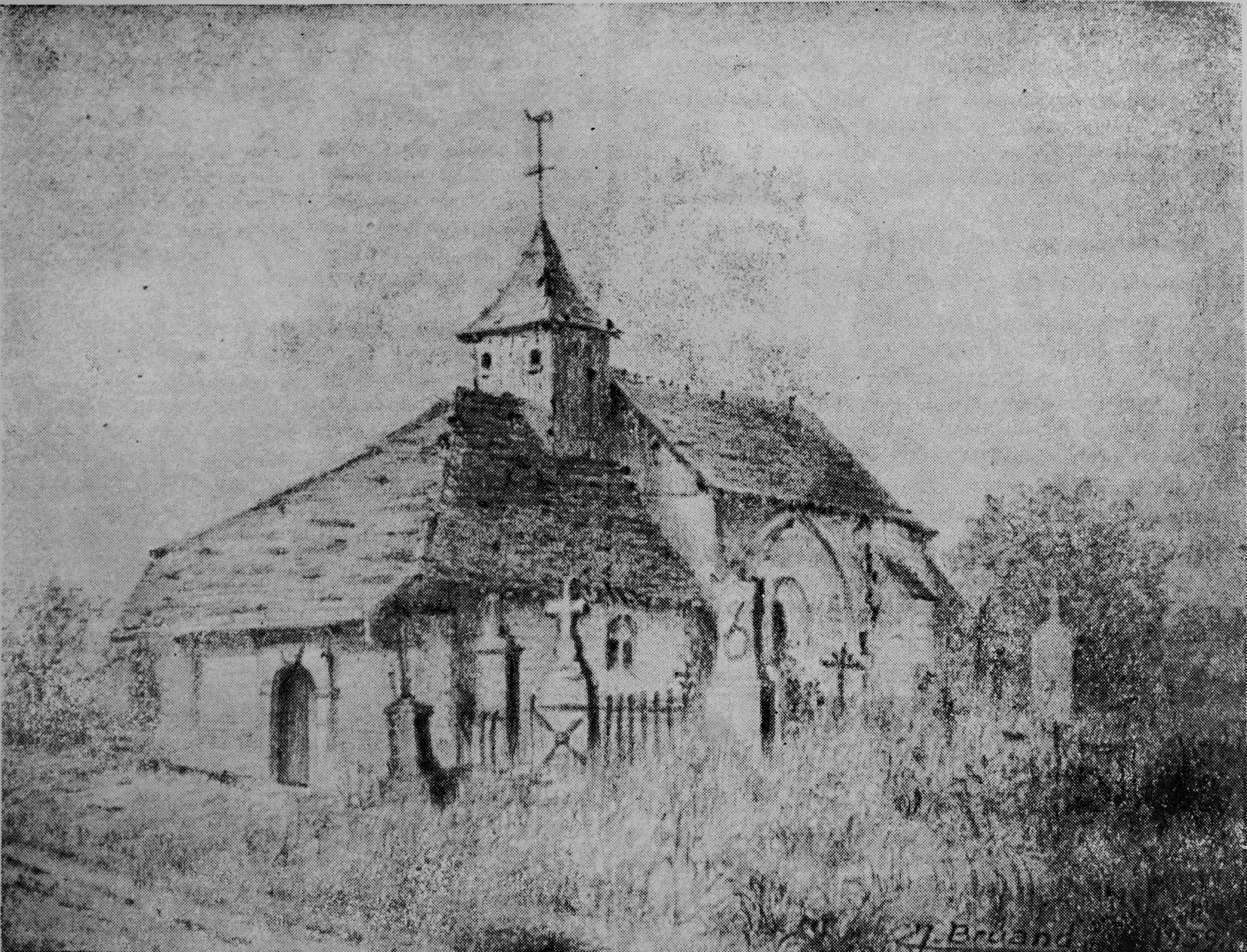
À Buchères, la chapelle de Courgerennes.
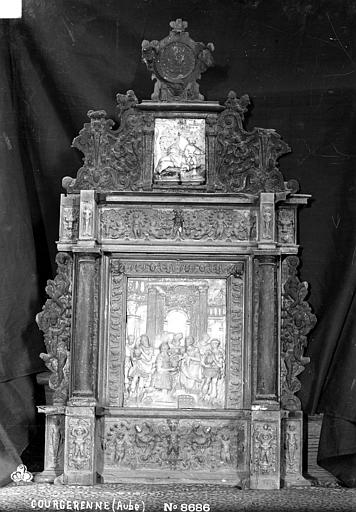
Son retable[34].
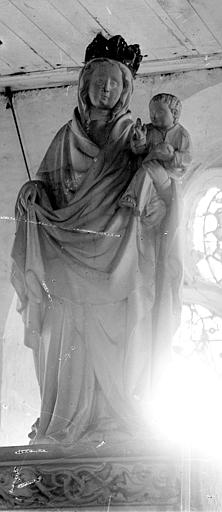
Marie à L'Enfant.
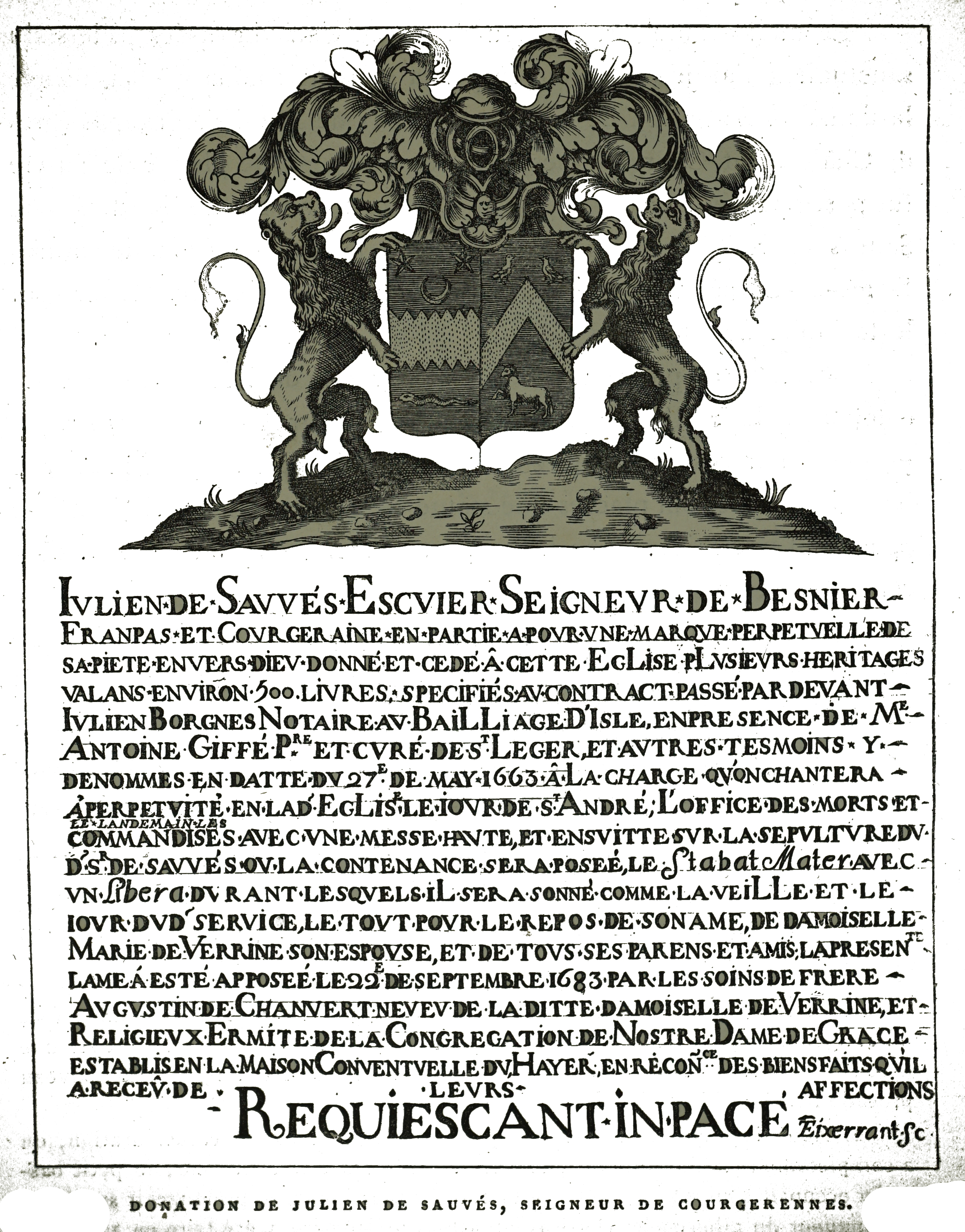
Julien de Sauvès et Marie de Verrine.
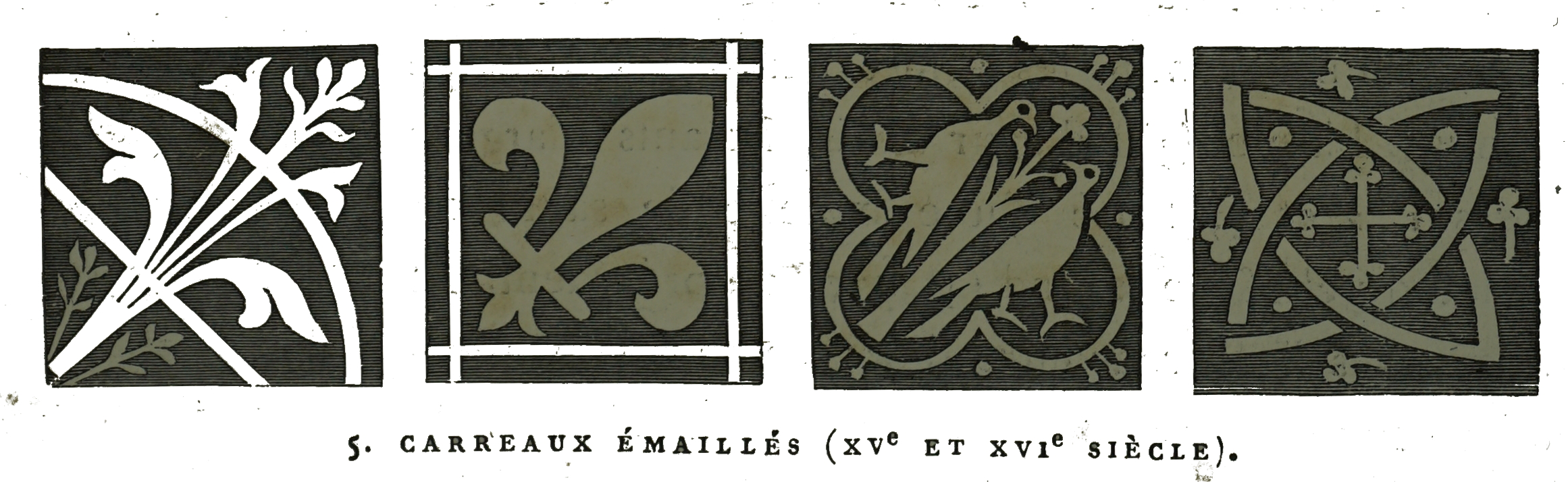
Pavement[35].

### Héraldique
| Blason de Buchères | Blason  | D'azur au mémorial du lieu d'or, senestré d'azur à la bande d'argent côtoyée de deux doubles cotices potencées contre-potencées d'or, le tout sur une champagne de gueules chargée au centre de quatre vergettes cousues de sinople et à la croix de guerre d'or brochant sur les deux du milieu. |
| Blason de Buchères | Détails | Adopté par la municipalité. |